# Włodzimierz Bartos
Włodzimierz Bartos (ur. 12 maja 1971) – polski sędzia piłkarski, prowadzący mecze w Ekstraklasie od 2008. 

## Kariera
Reprezentuje Łódzki Związek Piłki Nożnej. Od sezonu 2006/2007 sędziował mecze drugiej ligi (obecnie zwana pierwszą) oraz Pucharu Polski. Do Ekstraklasy awansował przed sezonem 2008/2009. W najwyższej lidze w Polsce zadebiutował 9 sierpnia 2008 roku, gdy sędziował mecz 1. kolejki pomiędzy Śląskiem Wrocław a Lechią Gdańsk. Pokazał dwie żółte oraz podyktował rzut karny dla gospodarzy w tamtym meczu, którego jednak Vuk Sotirović nie wykorzystał.
W sezonie 2009/2010, oprócz meczów Ekstraklasy sędziował także kilka spotkań I-ligowych. W lipcu 2010 znalazł się w 18-osobowym gronie sędziów Ekstraklasy.
6 października 2011 r. Polski Związek Piłki Nożnej postanowił zawiesić do czasu wyjaśnienia sprawy trzech sędziów – wśród nich Włodzimierza Bartosa, którzy zostali zatrzymani przez Centralne Biuro Antykorupcyjne.
W marcu 2021 r. został uniewinniony od zarzutów popełnienia przestępstw przekupstwa sportowego.